# San Antonio de Succhirca
San Antonio de Succhirca es un caserío peruano ubicado en el distrito de Huarmaca, perteneciente a la provincia de Huancabamba del departamento de Piura, al norte del Perú. 

## Ubicación
San Antonio de Succhirca se ubica al suroeste de la provincia de Huancabamba, en el distrito de Huarmaca, en el departamento de Piura.

## Demografía
En 2017 San Antonio de Succhirca tenía una población de 86 habitantes.
| Gráfica de evolución demográfica de San Antonio de Succhirca entre 1993 y 2017 |
|                                                                                |
| Fuentes: Población 1993 y 2017                                                 |